# Luís Gonzaga Fernandes
Luís Gonzaga Fernandes (* 24. August 1926 in Marcelino Vieira, Rio Grande do Norte; † 4. April 2003 in João Pessoa) war ein brasilianischer Geistlicher und römisch-katholischer Bischof von Campina Grande.

## Leben
Luís Gonzaga Fernandes empfing am 8. Dezember 1950 die Priesterweihe.
Papst Paul VI. ernannte ihn am 6. November 1965 zum Weihbischof in Vitória und Titularbischof von Mididi. Der Erzbischof von Vitória, João Batista da Mota e Albuquerque, spendete ihm am 5. Dezember desselben Jahres die Bischofsweihe; Mitkonsekratoren waren Manuel Pereira da Costa, Bischof von Campina Grande, und Zacarias Rolim de Moura, Bischof von Cajazeiras. Als Wahlspruch wählte er IN CRISTO JESU.
Er nahm an der vierten Sitzungsperiode des Zweiten Vatikanischen Konzils als Konzilsvater teil. Der Papst ernannte ihn am 9. Juli 1981 zum Bischof von Campina Grande. Am 29. August 2001 nahm Papst Johannes Paul II. seinen altersbedingten Rücktritt an.